# Lokele (peuple)
Pour les articles homonymes, voir Lokele.
Les Lokele sont une population d'Afrique centrale vivant au centre-est de la république démocratique du Congo (RDC), principalement sur la rive occidentale du Lualaba. Les Lokele sont répertoriés dans les ethnies de la Province orientale, District de la Tshopo en Territoire d'Isangi. Les Lokele sont une sous-ethnie du grand groupe Mongo(Anamongo).

## Ethnonymie
Selon les sources et le contexte, on observe différentes formes : Ekele, Kele, Kili, Likelo, Likile, Yakusu, Yatshalofe, Yawembe, Yamfunga.

## Langue et population
Leur langue est le lokele (ou kele), une langue bantoue, dont le nombre de locuteurs était estimé à 160 000 en 1980. Aujourd'hui environ 200 000 personnes se considèrent comme Lokele (2010).
Les Lokele sont constitués de deux groupes dont les Yawembe et les Yaokandja. Il y a d'autres peuples qui parlent aussi la dialecte lokele (les Foma, une partie des peuples Turumbu  et Mbole appelés Bambole-Lokele). De ces regroupements des populations apparaitra les deux sous ensembles des Lokele à savoir les Liande (Riverains) et les Foma (Forestiers)
Les Liande vivent principalement de la pêche et les Foma sont agriculteurs.  
Ethnie lié: Bangalas, Mongo

## Culture

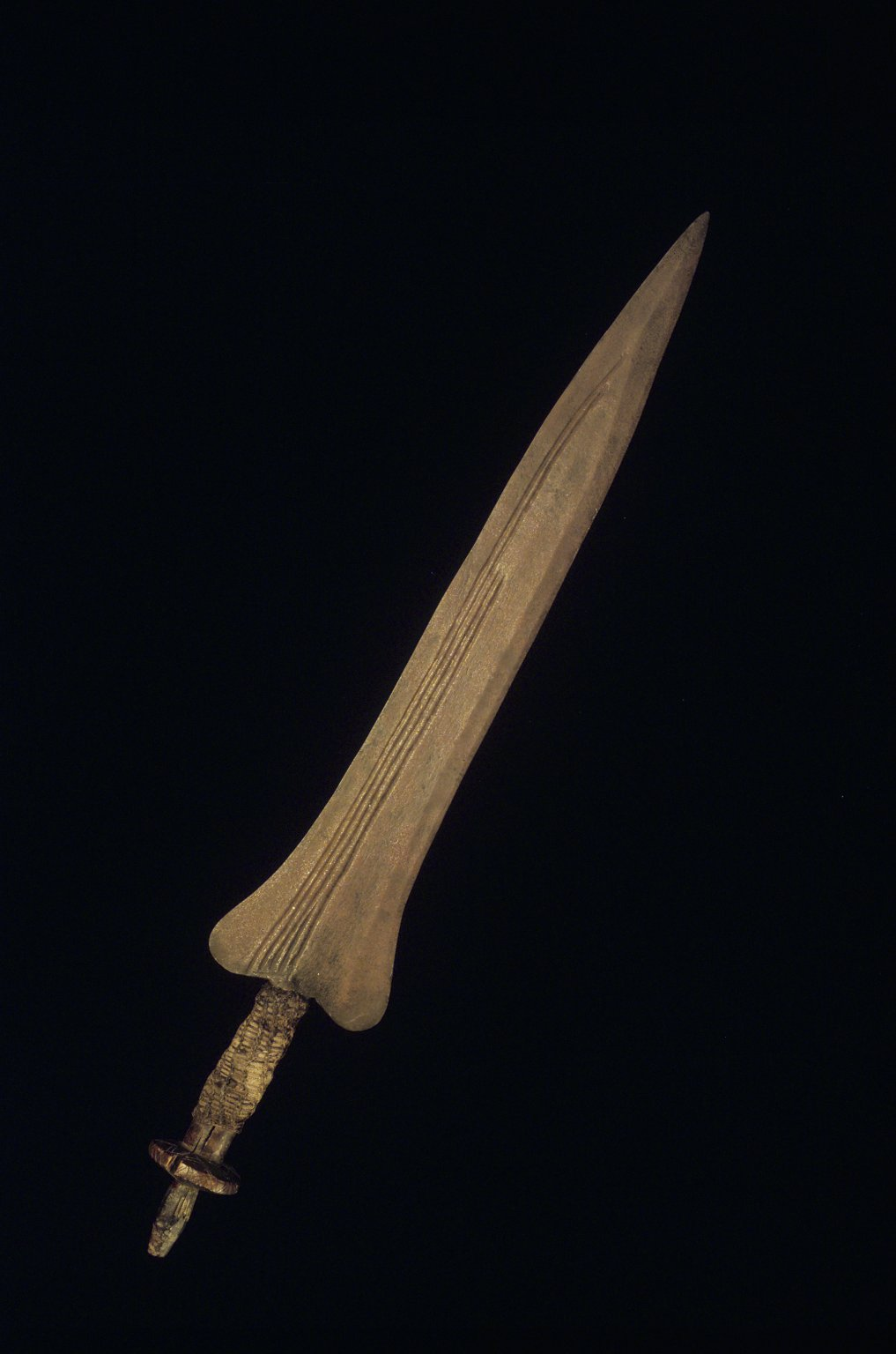
Couteau à double tranchant

Leur culture est proche de celle des Topoke et des Basoko. Ils font partie des Anamongo.[réf. nécessaire]

### Discographie
- (en) Forest music : northern Belgian Congo : 1952 (Hugh Tracey, collecteur), International Library of African Music, Grahamstown, 2000, CD (65 min 48 s) + brochure (16 p.). Les enregistrements concernent les peuples suivants : Mayogo, Meje, Azande, Bobwa, Alur, Balendu, Lokele.